# Onosma lijiangensis
Onosma lijiangensis là loài thực vật có hoa trong họ Mồ hôi. Loài này được Y.L. Liu mô tả khoa học đầu tiên năm 1984.